# Карвальял (Сертан)
Карвальял (порт. Carvalhal) — район (фрегезия) в Португалии, входит в округ Каштелу-Бранку. Является составной частью муниципалитета Сертан. По старому административному делению входил в провинцию Бейра-Байша. Входит в экономико-статистический субрегион Пиньял-Интериор-Сул, который входит в Центральный регион. Население составляет 613 человека на 2001 год. Занимает площадь 9,84 км².